# De Ka-Fhaar
De Ka-Fhaar is het 20ste stripverhaal van De Kiekeboes. De reeks wordt getekend door striptekenaar Merho.

## Verhaal
De Ka-Fhaar, een van de beroemdste diamanten ter wereld, wordt gestolen door de bekende acteur Leo Sarbimko. Dankzij vele vermommingen weet Sarbimko telkenmale te ontsnappen, tot hij Kiekeboe tegen het lijf loopt.

## Achtergronden bij het verhaal
- Sarbimko beweert dat hij de Rechtvaardige Rechters in bezit heeft.